# Bellybutton
『bellybutton』（ベリーバトン）は、橘いずみ初のミニ・アルバム。2001年9月27日にポリスターから発売。規格品番はPSCR-5994。

## 解説
- 前作『TOUGH』から4年半ぶりリリース。
- ポリスター移籍後の第1弾ミニ・アルバム。
- バンドメンバーのギタリスト門脇学を音楽プロデューサーに迎え共作も多く収録。

## 収録曲
| #         | タイトル    | 作詞            | 作曲            | 時間  |
| --------- | ----------- | --------------- | --------------- | ----- |
| 1.        | 「HEAVEN」  | 橘いずみ        | 橘いずみ&門脇学 | 4:35  |
| 2.        | 「MARACAS」 | 橘いずみ&門脇学 | 橘いずみ&門脇学 | 5:09  |
| 3.        | 「銀河」    | 橘いずみ        | 橘いずみ&門脇学 | 4:06  |
| 4.        | 「peanuts」 | 橘いずみ        | 橘いずみ&門脇学 | 4:11  |
| 5.        | 「生活」    | 橘いずみ        | 橘いずみ        | 5:27  |
| 6.        | 「ORANGE」  | 橘いずみ&門脇学 | 橘いずみ        | 5:01  |
| 合計時間: | 合計時間:   | 合計時間:       | 合計時間:       | 28:29 |

## ミュージシャン
- 橘いずみ
- 門脇学
- 坂巻晋
- 石村順
- 朝倉真司
- 岡部洋一
- 四家卯大[3]